# Anthony Langella
Pour les articles homonymes, voir Langella.
Anthony Langella (né le 24 avril 1974 à Gennevilliers) est un coureur cycliste français. Professionnel de 1997 à 2002, il a été champion de France de la course aux points et de la poursuite par équipes en 2005.

## Biographie
Professionnel sur route de 1997 à 2002, il s'est ensuite consacré à la piste. Il participe au tournoi de poursuite par équipes des Jeux olympiques de 2004 à Athènes avec l'équipe de France, qui prend la 7e place. En 2005, il remporte les titres de champion de France de la course aux points et de la poursuite par équipes, avant de mettre fin à sa carrière de coureur.
En 2006, il devient directeur sportif du CC Marmande, puis reprend la compétition avec ce club en 2008 où il remporte encore quelques courses chez les amateurs. Ses fils Lilian et Lenaïc sont eux aussi coureurs cyclistes, tout comme sa fille Léa. 

## Palmarès sur route
- 1988
  - Championnat du Limousin sur route minimes[4]
- 1989
  - 3e du championnat du Limousin sur route cadets
- 1990
  - Championnat du Limousin sur route cadets[5]
- 1992
  - 2e de Bordeaux-Arcachon
  -  Médaillé de bronze au championnat du monde du contre-la-montre par équipes juniors
- 1993
  - Week-end Béarnais[6]
  - 2e de la Flèche Landaise
- 1994
  - Week-end Béarnais[6]
- 1995
  - Championnat d'Aquitaine sur route espoirs[7]
  - Tour de Gironde :
    - Classement général
    - 4e étape[6]

  - 4e étape du Tour de la Dordogne (contre-la-montre)
  - Flèche Landaise
  - 3e du championnat de France du contre-la-montre espoirs
- 1996
  - Tour du Cubzaguais[6]
  - Prix de Villebois-Lavalette[6]
  - Grand Prix des Nations espoirs
  - Flèche Landaise
  - 2e du Tour de Corrèze
  - 2e du championnat de France du contre-la-montre espoirs
  - 3e de la Primevère Montoise
- 1998
  - 4e étape du Tour de l'Avenir
  - 2e du Grand Prix de Fourmies
- 2000
  - 3e du Duo normand (avec Frédéric Finot)
  - 3e du Tour du Finistère
- 2003
  - Route de l'Atlantique
  - Tour du Canton de Dun-le-Palestel
  - 2e du Circuit des Vins du Blayais
  - 2e du championnat du Poitou-Charentes sur route
  - 2e du Tour des Cantons de Loudun
  - 3e de Jard-Les Herbiers
- 2004
  - 1re étape du Tour de la Creuse (contre-la-montre par équipes)[8]
  - 2e du Grand Prix des Fêtes de Coux-et-Bigaroque
- 2005
  - Ronde de la Côle
- 2008
  - 3e de la Nocturne de Tonneins
- 2009
  - Nocturne de Tonneins
  - 2e de la Nocturne de Bruch
- 2010
  - Nocturne du Bouscat
  - Nocturne d'Agen
  - 2e de la Nocturne d'Auch
  - 3e de la Primevère Montoise
  - 3e du Grand Prix de Monpazier
- 2011
  - Nocturne de Montpon-Ménestérol
  - 2e du Prix de Saint-Vincent-de-Tyrosse
  - 2e du Grand Prix de Miramont-de-Guyenne
  - 3e de la Nocturne de Soyaux
  - 3e de la Nocturne de Mussidan
  - 3e de la Nocturne de Bruch
  - 3e du Grand Prix de Juillac

## Résultats sur les grands tours

### Tour de France
3 participations
- 1999 : 132e
- 2000 : 120e
- 2002 : 148e

## Palmarès sur piste

### Coupe du monde
- 2004
  - 1er de la poursuite par équipes à Aguascalientes (avec Fabien Merciris, Jérôme Neuville et Fabien Sanchez)

### Championnats de France
- 2003
  - 2e de la course aux points
- 2004
  - 2e de la poursuite individuelle
- 2005
  -  Champion de France de la course aux points
  -  Champion de France de la poursuite par équipes (avec Matthieu Ladagnous, Fabien Sanchez et Mickaël Malle)